# رونكادي
رونكادي (بالإيطالية: Roncade)‏ هي بلدية في مقاطعة تريفيزو بمنطقة فنيتة، شمال إيطاليا. تقع على 25 كيلومترًا (16 ميلًا) شمال مدينة البندقية، و10 كيلومترًا (6 ميلًا) جنوب شرق تريفيزو.